# Bistum Imus
Das Bistum Imus (lat.: Dioecesis Imusensis) ist eine auf den Philippinen gelegene römisch-katholische Diözese mit Sitz in Imus.

## Geschichte

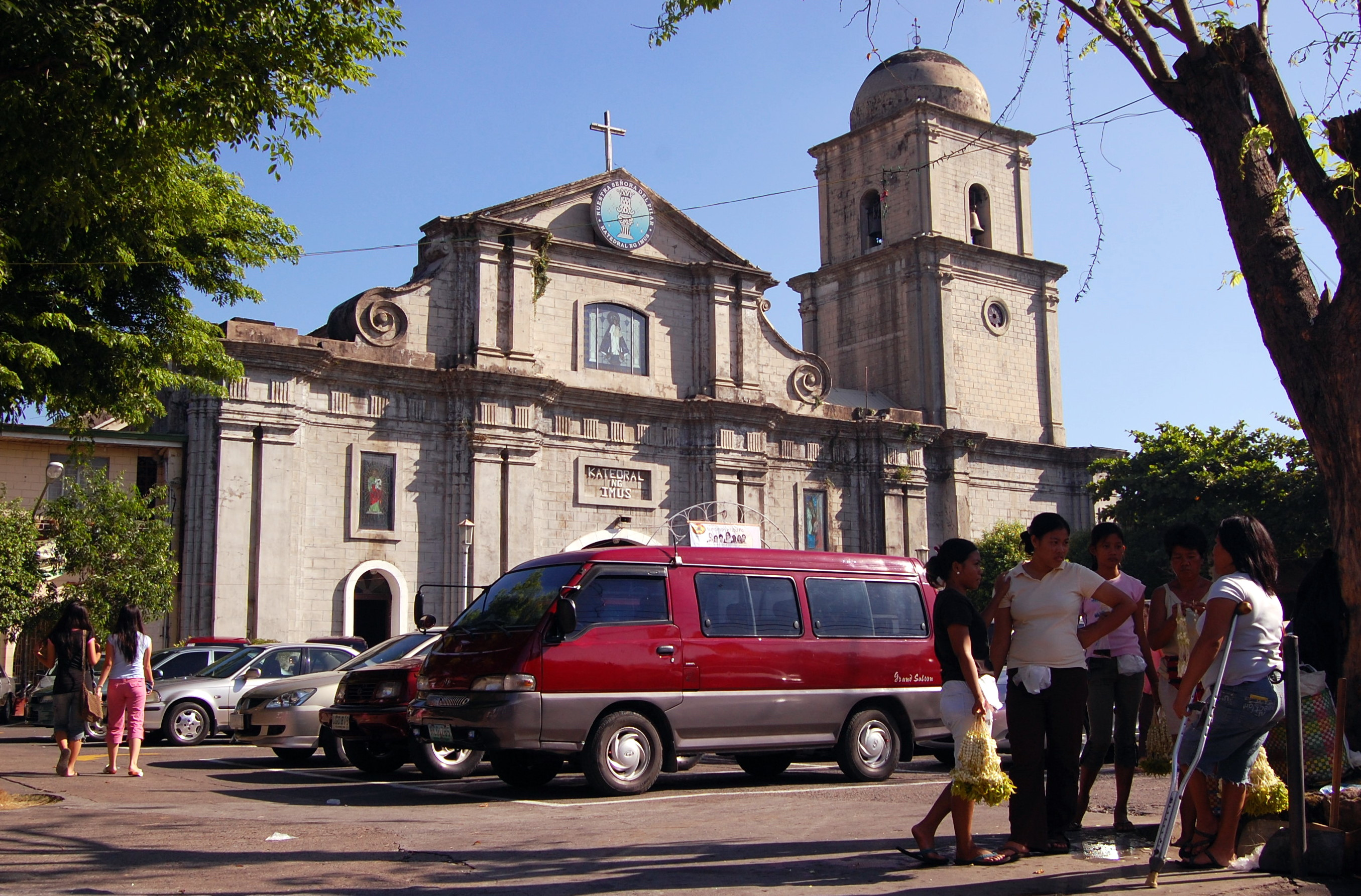
Kathedrale Our Lady of The Pillar in Imus

Das Bistum Imus wurde am 25. November 1961 durch Papst Johannes XXIII. mit der Apostolischen Konstitution Christi fidelium aus Gebietsabtretungen des Erzbistums Manila errichtet und diesem als Suffraganbistum unterstellt.
Es umfasst die Provinz Cavite auf der Insel Luzon.

## Bischöfe von Imus
- Artemio Casas, 1961–1968, dann Weihbischof in Manila
- Felix Paz Perez, 1969–1992
- Manuel Sobreviñas, 1993–2001
- Luis Antonio Tagle, 2001–2011, dann Erzbischof von Manila
- Reynaldo Gonda Evangelista, seit 2013